# Весняна казка (фільм, 1971)
«Весняна казка» (рос. «Весенняя сказка») — білоруський радянський музичний художній фільм 1971 року режисера Юрія Цвєткова за мотивами п'єси Олександра Островського «Снігуронька».

## У ролях
- Наталія Богунова
- Олексій Катишев
- Галина Орлова
- Євген Кіндінов
- Георгій Віцин
- Олексій Смирнов
- Віра Ліпсток
- Анатолій Обухов
- Наталя Кустинська
- Жаннета Четверикова-Друцька

## Творча група
- Сценарій: Юрій Цвєтков
- Режисер: Юрій Цвєтков
- Оператор: Марк Брауде, Анатолій Зубрицький
- Композитор: Євген Глібов